# Scania
För andra betydelser, se Scania (olika betydelser).
Scania Aktiebolag, kort Scania AB, tidigare Aktiebolaget Scania-Vabis, kort AB Scania-Vabis, är en svensk lastbils- och busstillverkare som ägs av tyska Volkswagen AG genom dess dotterbolag Traton SE. Företaget har huvudkontor i Södertälje, Stockholms län, där även Scaniagruppens huvudkontor finns. Förutom lastbilar och bussar tillverkar man också industri- och marinmotorer. En växande del av företagets verksamhet utgörs av olika servicetjänster för deras produkter.

## Historik

### Vagnsfabriks-Aktiebolaget i Södertälje

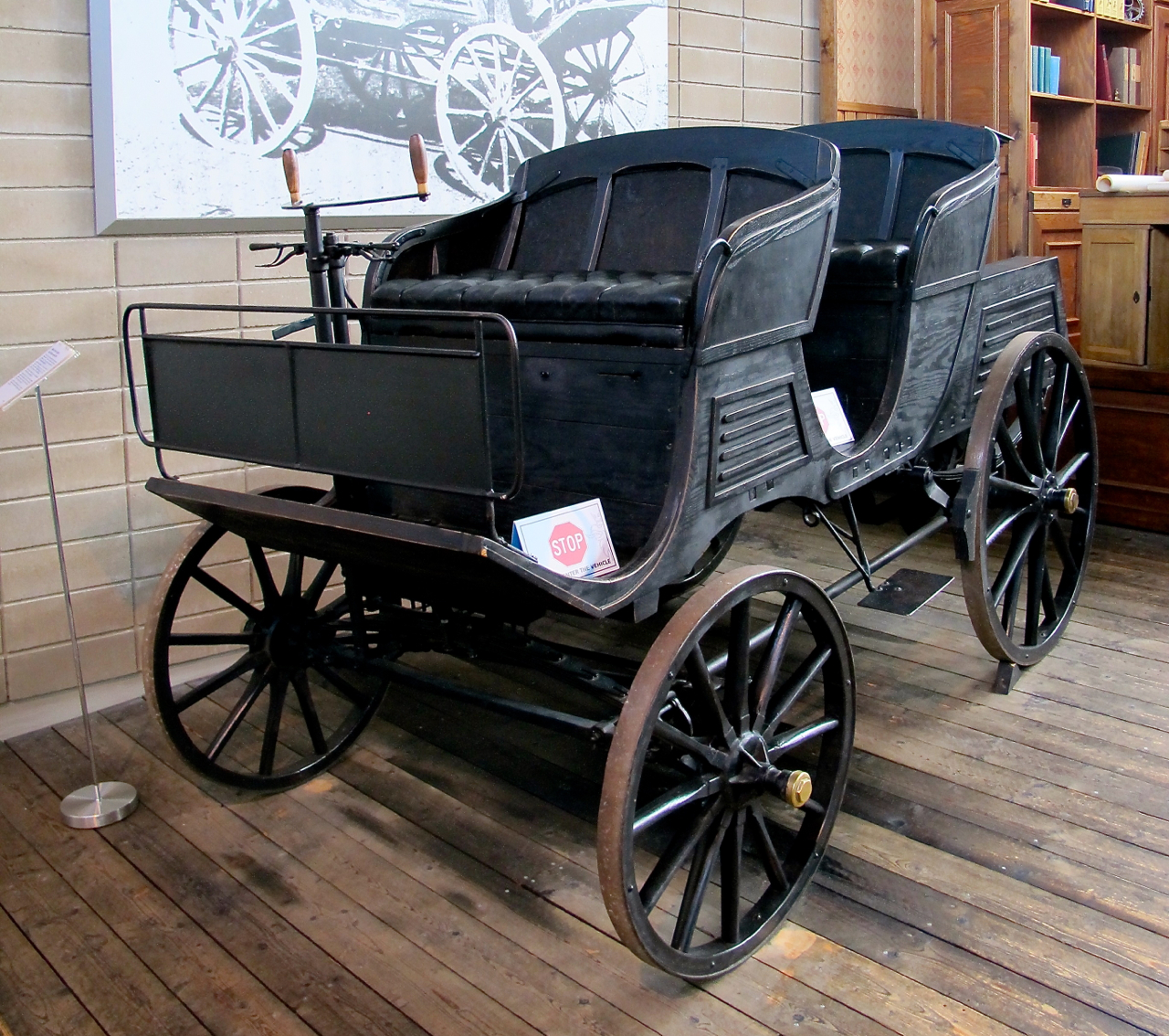
Gustaf Eriksons åkvagn.

Dagens Scania bildades 1911 när de två biltillverkarna Scania i Malmö och Vabis i Södertälje gick samman och bildade Scania-Vabis. 
Vabis (Vagnsfabriks-Aktiebolaget i Södertälje) startades av Surahammars Bruks AB år 1891 i Södertälje med Philip Wersén som verkställande direktör för att tillverka järnvägsvagnar. Kunder var bland annat Statens Järnvägar (SJ) och Stockholms Spårvägar. Bolaget var mycket lönsamt.
Ingenjören Gustaf Erikson konstruerade den första bilen 1897 och 1902 tillverkades den första Vabis-lastbilen. Den första bilen kallas Gustaf Eriksons åkvagn och konstruerades i Södertälje men byggdes i Surahammar. Det blev ingen serietillverkning och det enda fordonet användes fram till 1898 och skrotades året därpå. Idag finns en replika av modellen. Erikson fortsatte utvecklingen och 1903 innebar den första praktiska användbara bilen - kallad Surahammarbilen.
Vabis satsade på motorfordon då vagnmarknaden började stagnera. Men bolagets mål om 50 lastbilar nåddes inte och under 1909 tillverkades bara fem lastbilar och sju bilar.

### Scania

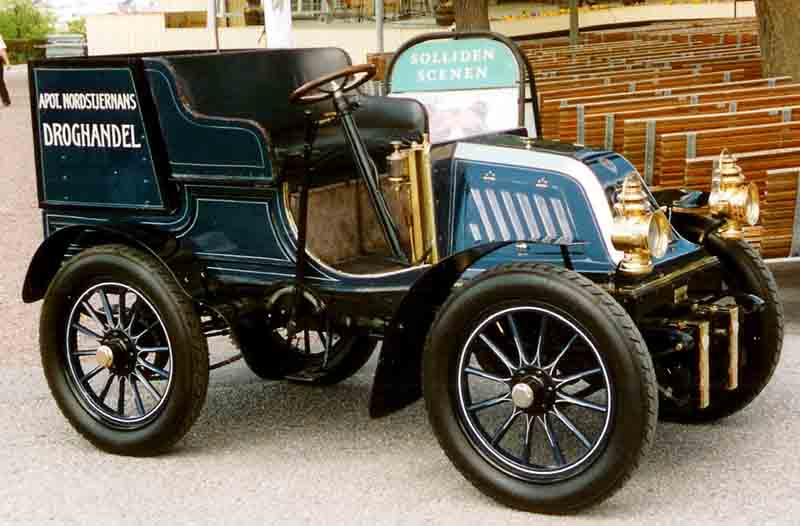
Scania Typ A från 1903.

Företaget Scania grundades 1900 i Malmö med namnet Maskinfabriksaktiebolaget Scania. Ursprungligen tillverkades främst cyklar men 1901 tillverkades den första bilen. , 1903 följde bolagets första order på ett motorfordon, en bil för rälsbesiktning beställdes av Ystad–Eslövs Järnväg. Efter att Per Nordeman 1905 blivit direktör för bolaget omställdes produktionen successivt till att uteslutande omfatta bilar. Scania Tonneau var den första serietillverkade bilen och omfattande fem exemplar. Från att ha satsat på personbilar och så kallade kombibilar där baksätet kunde ersättas av en stor transportlåda, började fabriken snart tillverka lastbilar. Scania köpte in motorer och växellådor från Tyskland och Frankrike. 1908 började bolaget efter att ha sålt 70 bilar att tillverka egna motorer. 1910 tillverkade Scania enbart bilar och motorer.
Scania är det latinska namnet för Skåne och Scanias symbol har alltid varit skånegripen. Under tiden som en del i Saab-Scania blev skånegripen hela koncernens symbol vilket förklarar varför även biltillverkaren Saab Automobile hade kvar skånegripen i sitt märke, trots att det är olika företag och att det för Saabs del saknar historisk grund.

### Scania-Vabis

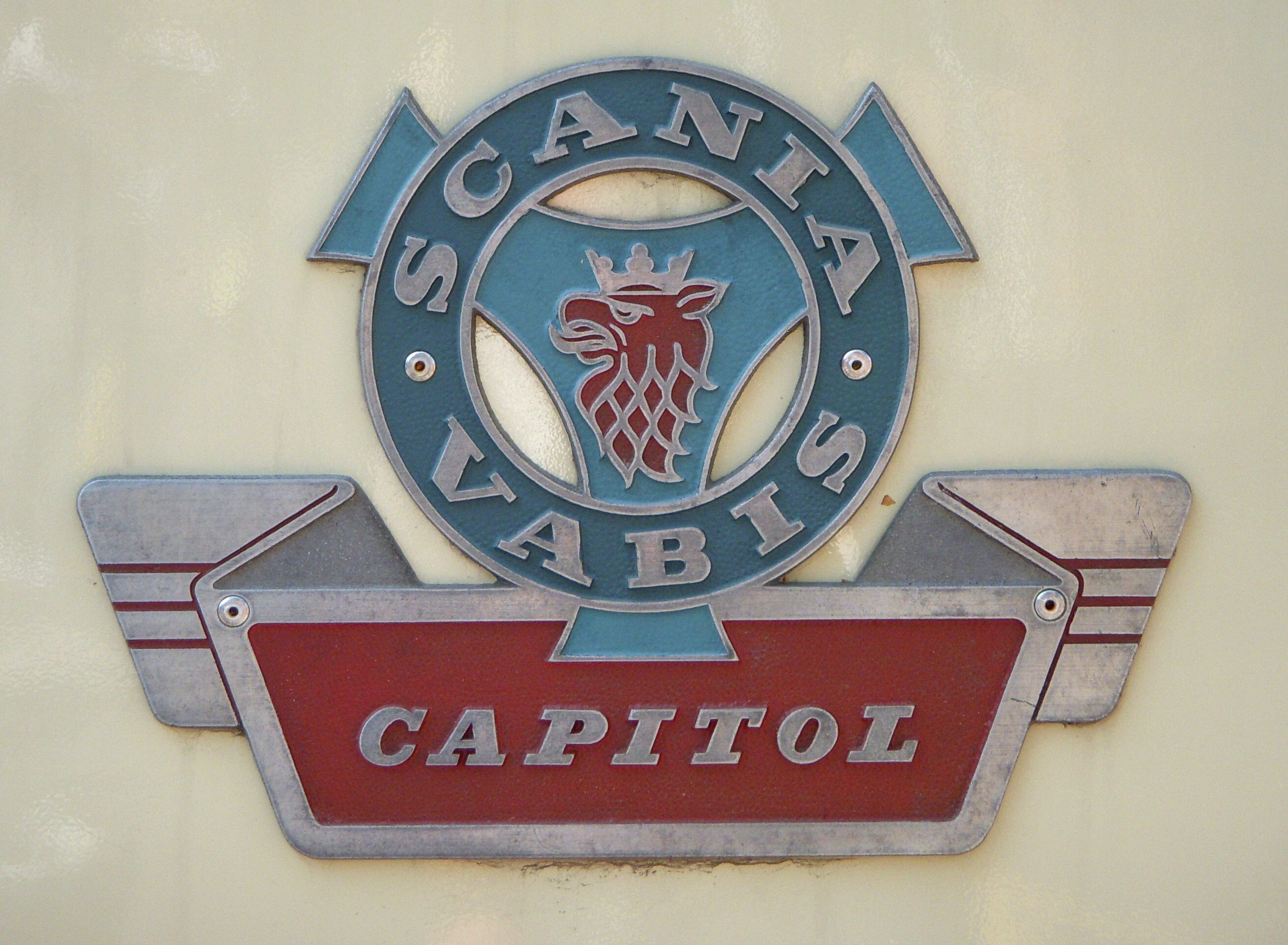
Scania-Vabis logotyp

Scania slogs 1 januari 1911 samman med den 1891 grundade järnvägsvagns- och biltillverkaren Vabis i Södertälje. Sammanslagningen initierades av Scanias Per Nordeman som kontaktade Surahammars bruk och i november 1910 beslutades om bildandet av Scania-Vabis. Bolaget leddes av Nordeman fram till 1919 då han avgick som en följd av en ekonomisk kris i bolaget. I det nya bolaget hamnade utvecklingen och tillverkningen av motorer i Södertälje tillsammans med biltillverkningen och lättare lastbilar. Planen var att växa och produktionskapaciteten utökades och en serviceorganisation över hela Sverige började utvecklas. 1919 togs beslutet att tillverka standardlastbilar och Scania-Vabis lade ned tillverkningen av bussar och specialfordon som till exempel brandbilar. Men efterfrågan på lastbilar var låg på grund av en ekonomisk kris efter kriget och bolaget gick med stora förluster. 1919 tvingades flera höga chefer att avgå och de stora aktieägarna och borgenärer gick in och räddade bolaget. Men problemen fortsatte med bland annat strejker och ökad konkurrens från utländska märken och bolaget gick i slutlig konkurs 1921.

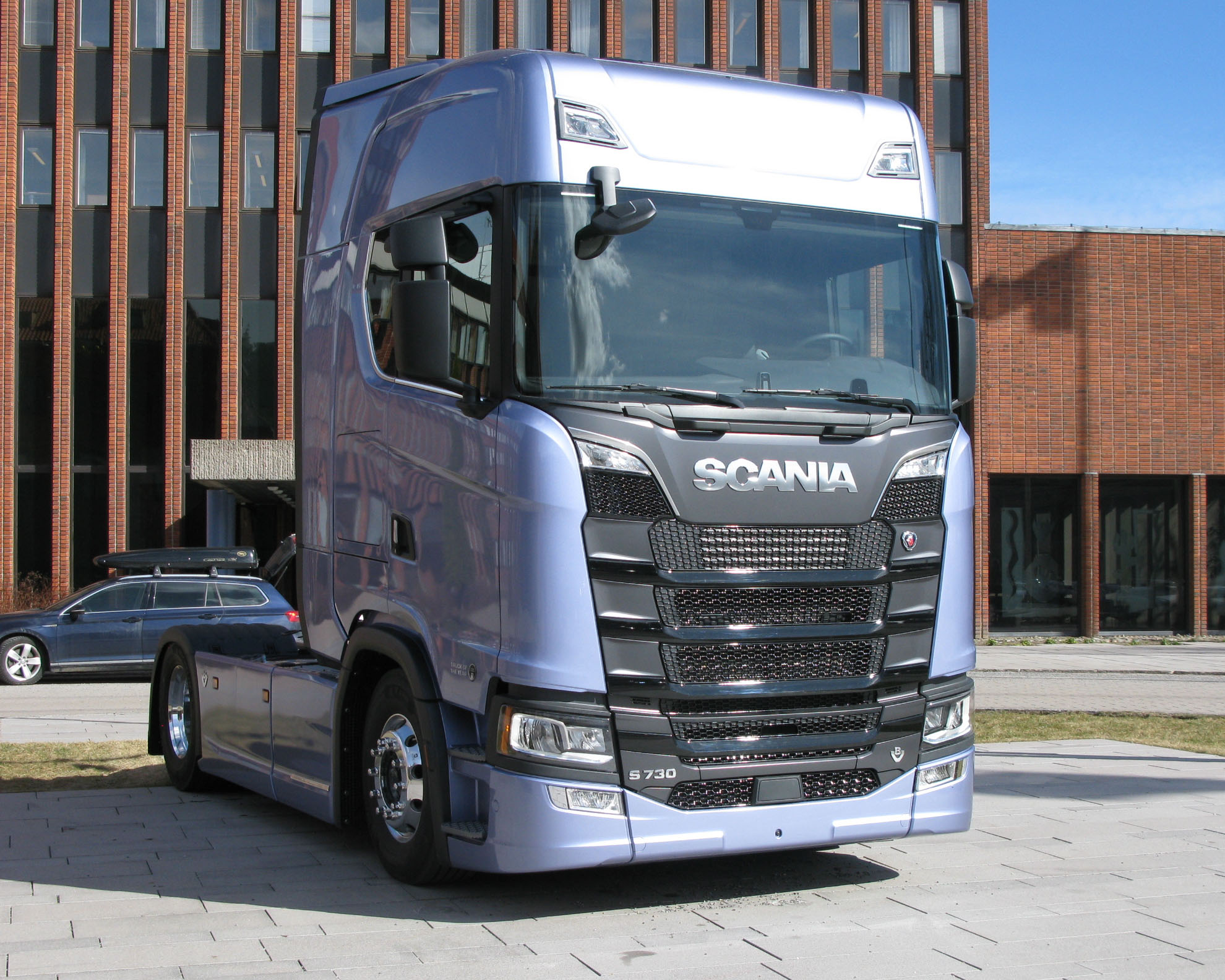
Scania S 730 utanför Scanias huvudkontor i Södertälje.

- Scania Vabis personbil av typ IIa [10]

Efter konkursen startade bolaget om under vd:n Gunnar Lindmark och även om den gamla verksamheten övertogs behövdes flera delar byggas upp igen, bland annat försäljningen och servicen. Tillverkningen av tunga lastbilar förlades ursprungligen till Malmö, men efter konkursen 1921 koncentrerades all verksamhet till Södertälje, samtidigt som produktionen helt inriktades på lastbilar och bussar. Scania-Vabis kom tillbaka och lanserade en ny lastbilsserie 1925 med täckt hytt, toppventilmotor och fyrstegad växellåda. Viktiga kunder under krisåren blev svenska staten genom Postverket och Tullverket. Den sista personbilen tillverkades 1929. En viktig person för företaget var Scania-Vabis chefskonstruktör August Nilsson som bland annat utvecklade motorer och tog patent på en förgasare.

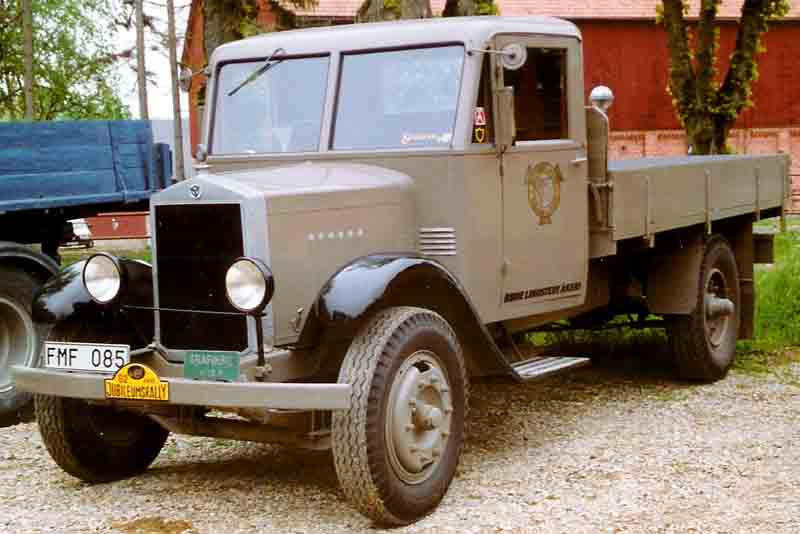
Scania-Vabis från 1933

Inom bussar togs ett viktigt steg när Gunnar Lindmark och August Nilsson åkte över till USA 1929 och besökte Twin-Coach Company i Ohio. Scania-Vabis fick licens för att tillverka så kallade bulldoggbussar som började säljas 1932. Under en period tillverkade Scania hesselmanmotorer. Den första egenkonstruerade dieselmotorn tillverkades 1936. Under 1930-talet började Scania-Vabis genom ett avtal med Magirus att tillverka diesemotorer av förkammartyp. Marcus Wallenberg som under decennier var en präglande ledare i bolaget valdes in i styrelsen i slutet av 1930-talet. 1940 utsågs Carl-Bertel Nathhorst till ny vd. Under Nathorst omorganiserades bolaget genom ökad systematisering och förenklingar samtidigt som verksamheten utökades. Nathorst tog också de första stegen kring modulsystem som senare vidareutvecklats av Scania. Målet var att inleda en storskalig produktion. Under andra världskriget tillverkade Scania nästan uteslutande åt försvaret. lastbilar, stridsvagnar, terränglastbilar och bepansrade fordon, bland annat Terrängbil m/42 KP. Företaget konstruerade en ny generation lastbilar för tiden efter kriget, då det uppdämda behovet av nya bilar förväntades vara mycket stort. Den första efterkrigsmodellen, Scania-Vabis L10 introducerades redan hösten 1944.
1948 blev Scania-Vabis generalagent för Volkswagen i Sverige vilket blev en viktig del när bolaget byggde ut sitt återförsäljarnät. De kommande åren växte Scania-Vabis snabbt och exporten ökade från 17 till 70 procent av tillverkningen. Samarbetsavtal slöts med brittiska Leyland (1947) och amerikanska Mack Trucks (1949). En viktig exportmarknad blev Nederländerna genom agenten Beers. 1954 lanserades lastbilen Scania-Vabis Regent som bolagets nya flaggskepp. Regent-modellen innebar att transportkapaciteten ökade markant. År 1951 avgick Nathorst och efterträddes av Henning Throne-Holst och 1953 blev Gösta Nilsson vd.

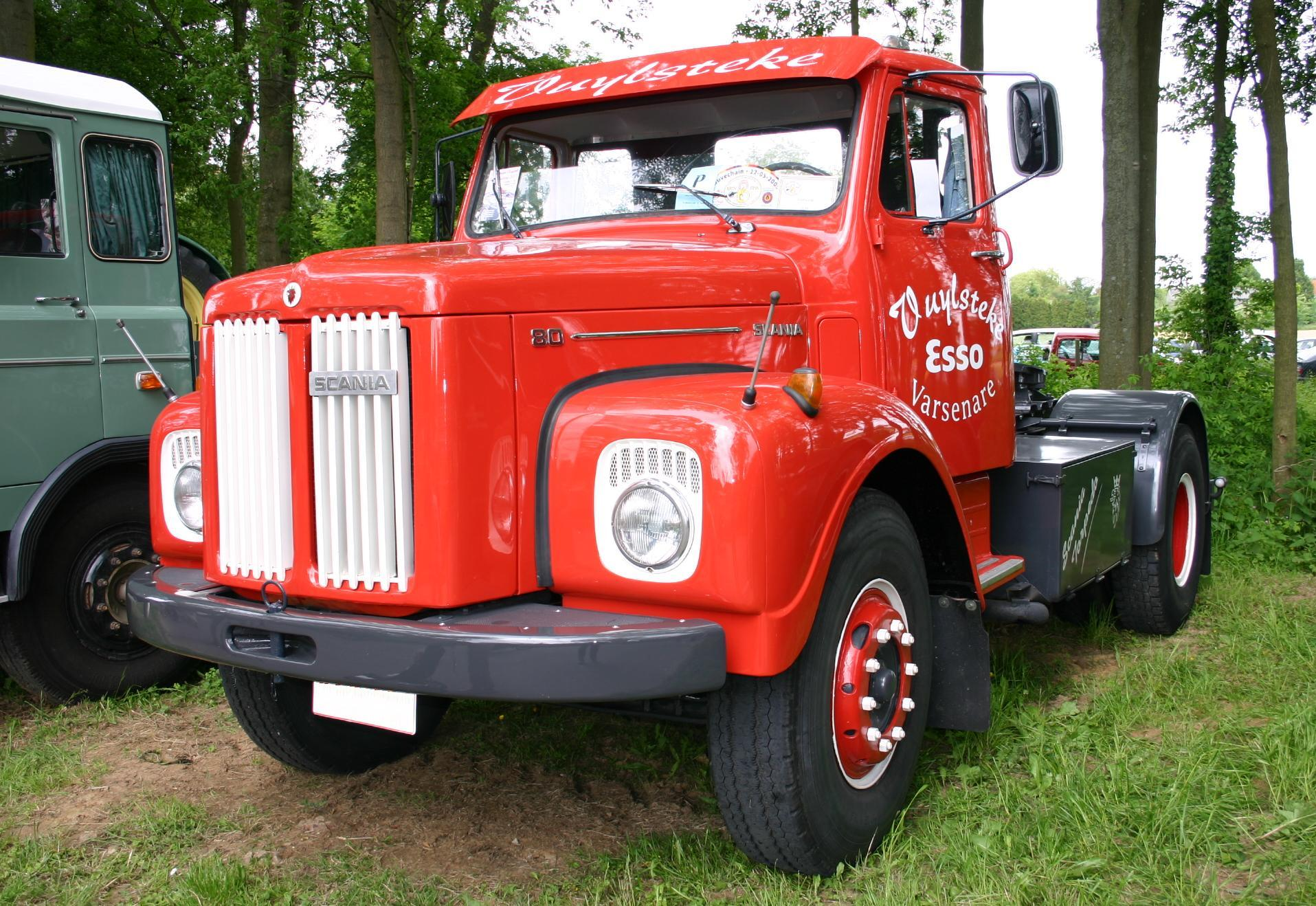
Scania 80

Scania-Vabis utvecklades med tiden till en av världens ledande lastbilstillverkare. Våren 1958 introducerade Scania-Vabis en ny generation lastbilar, Scania-Vabis L55 och Scania-Vabis L75, med nykonstruerade sexcylindriga motorer, kraftigare chassikomponenter och en ny, rymligare och bekvämare hytt. Hytten skulle användas på alla normalbyggda lastbilar fram till 1980. Modulsystemet vidareutvecklades under Scanias tekniska chef Sverker Sjöström. Sjöströms stora bidrag var hans förbättring av hållfastheten i delarna till fordonen och han var också med och utvecklade turbomotorer. Scania-Vabis etablerade sig tidigt i Sydamerika, där bolaget sedan 1950-talet haft produktion. Idag är fabriken Scanias största. Brasilien blev en viktig marknad för tunga lastbilar och bussar och 1962 stod fabriken i São Bernardo do Campo utanför São Paulo färdig.  Tillverkningen i nederländska Zwolle innebar att Scanias fick tillverkning inom EG. År 1966 köptes Be-Ge karosserifabrik och därmed bolagets fabriker i Oskarshamn och i nederländska Meppel. Under 1960-talet övertogs fabriker även i Katrineholm (Svenska Karosseriverkstäderna AB, 1967), Sibbhult (Nordarmatur) och Falun (ASJ) för att avlasta produktionen i Södertälje. Under 1960-talet byggdes även nya anläggningar i Luleå (pressverkstad) och Södertälje (chassiverkstad).

### Saab-Scania

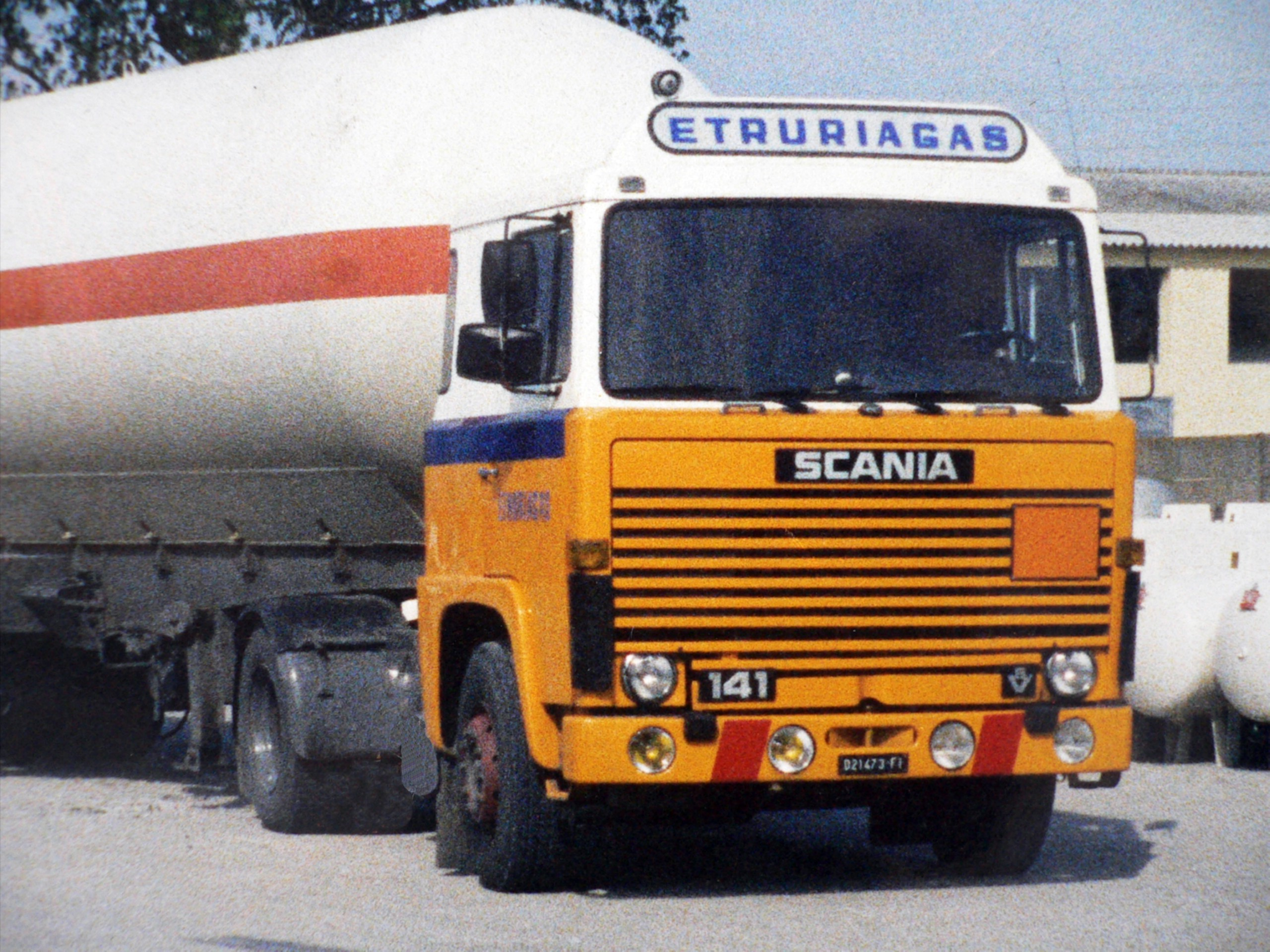
Scania 141

1968 slogs Scania samman med Saab vilket skapade industrikoncernen Saab-Scania. Vabis-namnet försvann i och med samgåendet med Saab. I samband med samgåendet bildades Bildivisionen där last- och personbilar samt bussar samlades med huvudkontor i Södertälje. 1972 delades denna i Scaniadivisionen och Personbilsdivisionen. Ingvar Eriksson blev chef för Scaniadivisionen. Under 1970-talet växte man på de olika europeiska marknaderna under en period när flera självständiga lastbilstillverkare försvann eller blev en del av större tillverkare genom sammanslagningar.
1972 beslöt Scania att börja tillverka i Tucumán i Argentina. En viktig orsak var att Argentina skulle komma att stänga ute lastbilstillverkare som inte klassades som "inhemska". Scania ökade sin verksamhet under 1970-talet trots ekonomisk lågkonjunktur. Bland annat sålde Scania många lastbilar i Sydamerika och Mellanöstern. Samtidigt ökade försäljningen i Västeuropa, bland annat på stora europeiska marknader som Frankrike och Västtyskland. En viktig del i framgången var Scanias nya turbomotor, en 14-liters V8:a som lanserades 1969.
1980 presenterade Scania sitt nya lastbilsprogram där bolaget nu införde sitt modulsystem där komponenter kan kombineras i olika lastbilar. En viktig del i modulsystemet var att produktionen blev mer ekonomisk samtidigt som Scania bättre kunde möta olika kundernas önskemål. 1982 följde den starkaste standardlastbilsmotorn i Europa, intercoolermotorn 142H. 1985 presenterades lastbilsserien Scania 92. 1989 fick den nya 3-serien priset Truck of the Year. Samma år blev Leif Östling ny vd efter Ingvar Eriksson. Under 1990-talet följde försäljningsframgångar i Latinamerika, Västeuropa samt på de nya marknaderna i Central- och Östeuropa som öppnade upp sig. Scania ökade sin tillverkning av tunga lastbilar från 35 000 till 50 000 per år.

### Scania AB

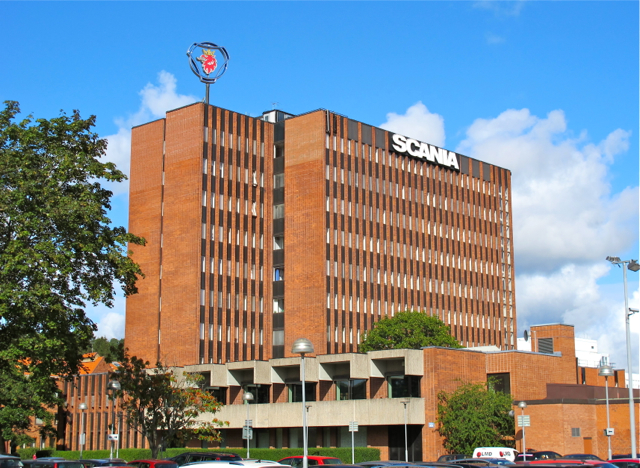
Scanias huvudkontor i Södertälje

Under 1990-talet såldes Saabs personbilsdivision vilket var början till splittringen av Saab-Scanias olika industrigrenar. Scania blev 1995 återigen ett självständigt företag och lanserades på börsen den 1 april 1996. År 2000 köpte Volkswagen AG 34 % av rösterna och 17,7 % av kapitalet i Scania. 1996 fick den nya 4-serien priset Truck of the Year.
2005 tilldelades Staffan Sjöström, tidigare projektdirektör, utmärkelsen Årets projektledare för framgångsrik projektledning i samband med utvecklingen av Scanias nya generation lastbilar, (PRT-serien), av Svenska Projektakademien. Under projektet - med arbetsnamnet NGS (New Generation Scania) och som kallas ”den mest lyckade lastbilsintroduktionen i Scanias historia” - genomfördes en omfattande förnyelse av arbetssättet, med ett nytt sätt att integrera projekt- och linjearbetet, samt kontinuerligt uppmärksamma och åtgärda projektavvikelser genom så kallade "pulsmöten". Arbetssättet är inspirerat av SPS (Scania Production System), det vill säga Scanias egna lean-principer inom produktionen, och har sedermera fått stor spridning inom Scania, och gett ett bestående värde för företaget. 2010 tilldelas Scanias nya R-serie med priset Truck of the Year. 2011 lanserade Scania som första tillverkare i världen lastbilar med motorer som uppfyller avgasemissionsnormen Euro 6.

### Sammanslagningar, avyttringar och uppköp

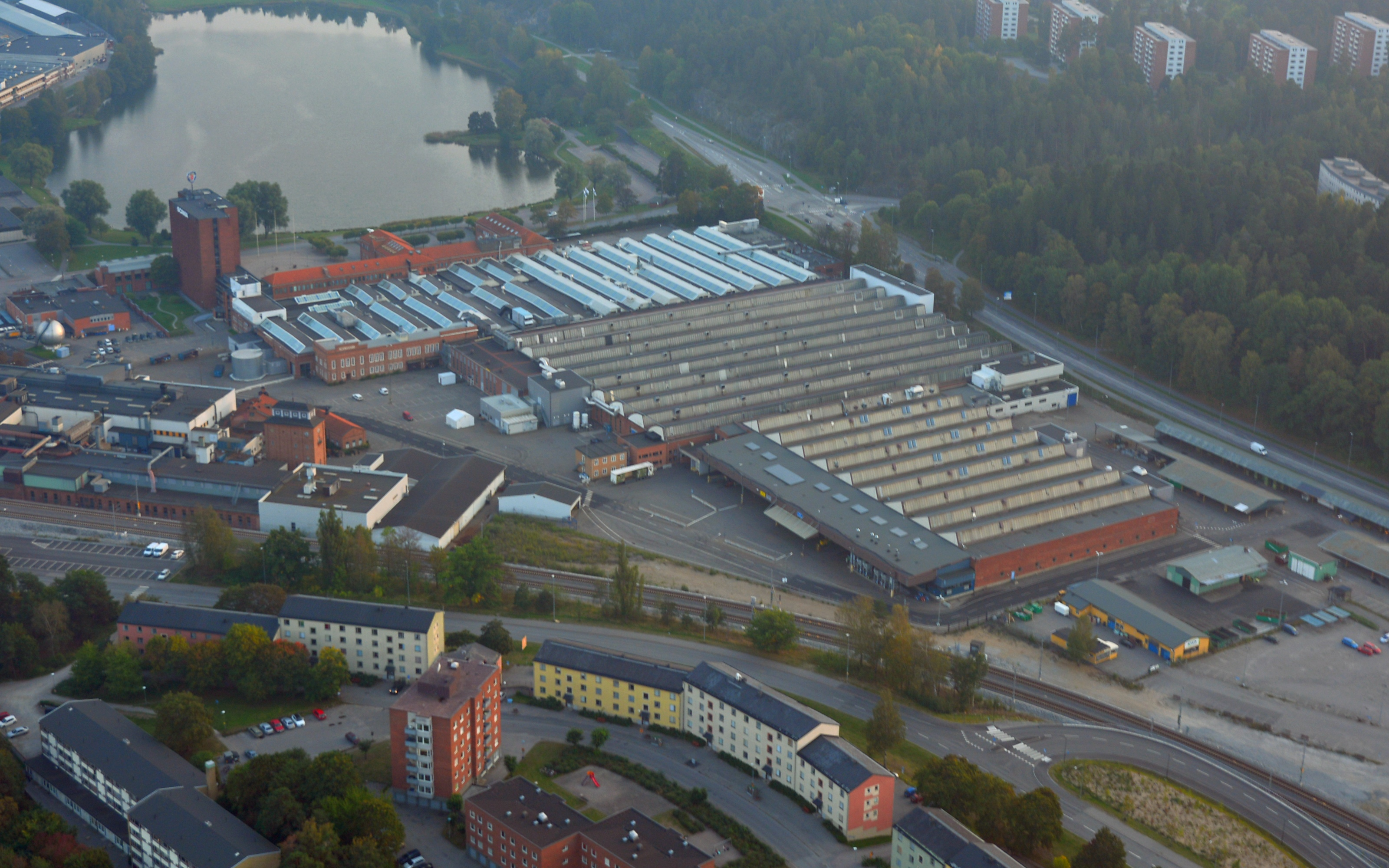
Scanias fabrik i Södertälje.

1999 träffade Investor AB avtal med Volvo om avyttring av hela innehavet i Scania. Affären godkändes sedermera inte av EU:s konkurrensmyndighet. Volvo skapade istället holdingbolaget Ainax (eXit scANIA baklänges) som stod som ägare till de Scaniaaktier man förvärvat. Ainax-aktierna delades ut till Volvos aktieägare.
Hösten 2006 lade den tyska lastbilstillverkaren MAN SE ett fientligt anbud. MAN erbjöd aktieägarna i Scania 475 kronor per A- och B-aktie. Erbjudandet avvisades av storägaren, Wallenbergs Investor. Även den största Scania-ägaren, tyska Volkswagen, sa i det läget nej. Budet drogs därmed tillbaka. Men Volkswagens nye koncernchef Martin Winterkorn, våren 2007 vald till styrelseordförande i Scania AB, och Volkswagen-koncernens styrelseordförande Ferdinand Piëch (familjen Porsche) arbetade fortsatt aktivt för att åstadkomma någon form av samgående mellan Scania och MAN. Även Volkswagens egen produktion av lastbilar var tänkt att ingå i en sådan kommande lastbilsjätte. Våren 2008 köpte Volkswagen AG Wallenberg-kontrollerade Investors aktiepost i Scania. Därmed kontrolleras Scania av Volkswagen-koncernen och dess huvudägare, familjen Porsche, och dess främste företrädare Ferdinand Piëch. [källa behövs]
2014 förvärvade Volkswagen AG över 90% av rösterna i Scania. Den 5 juni 2014 avnoterades Scania från Stockholmsbörsen.

## Verksamhet

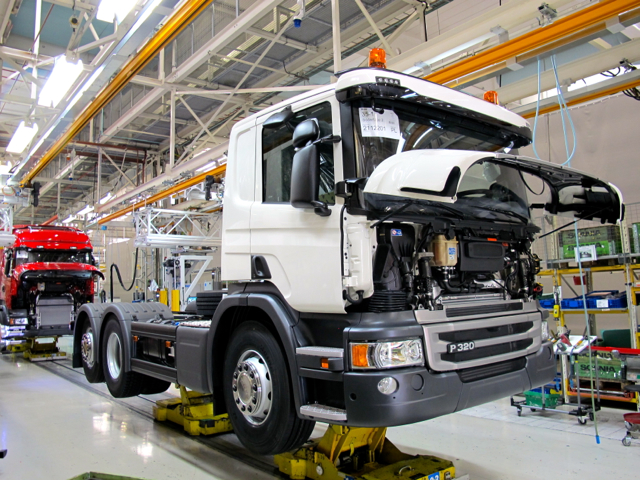
Tillverkning på Scania i Södertälje.

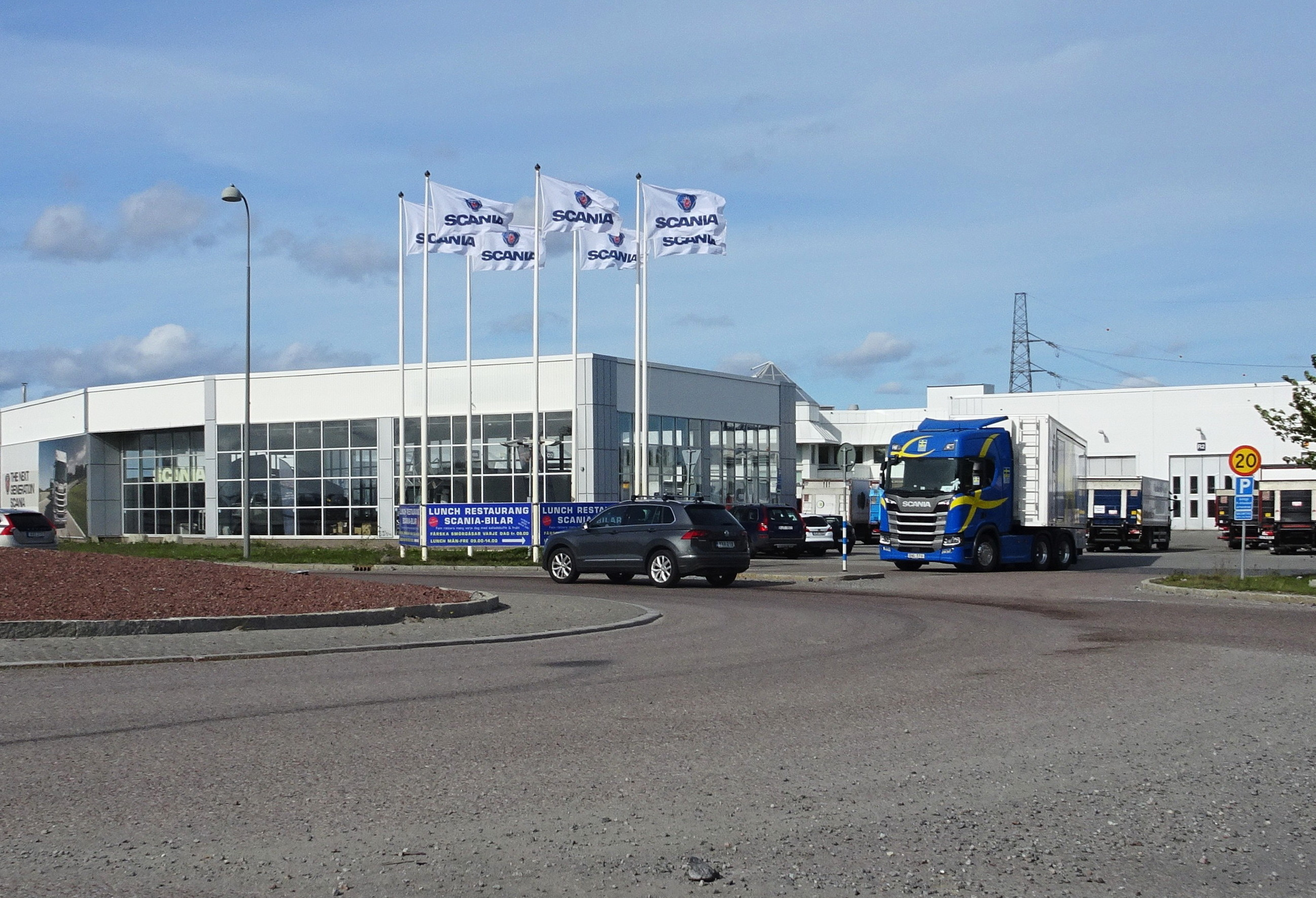
Scanias lastvagnscentrum, Kungens kurvas kontors- och industriområde.

Företaget producerar tunga lastbilar över 16 ton, bussar, marin- och industrimotorer och tillhandahåller servicetjänster för dessa produkter. Lastbilar är den viktigaste produkten och dess del av försäljningen ökar, från en nivå på 58 % under 2005 till 63 % 2008. Produktionsvolymerna för lastbilar och bussar har ökat under högkonjunkturen som föregick Finanskrisen 2008-2009 till totalt 75 878 under 2007 men för 2008 sjönk den till 73 793.
Största marknaderna räknat i omsättning var 2005 Storbritannien, Brasilien, Sverige och Tyskland. Scanias marknadsandel inom lastbilar över 16 ton var 2008 13 % i Västeuropa och 26 % i Brasilien. För bussar över 12 ton var marknadsandelen 2005 10 % i Västeuropa. Scania har ingen försäljning av lastbilar och bussar i USA och Kanada.
Största fabrikerna finns i Södertälje och i São Bernardo do Campo. Huvudkontor och utveckling finns i Södertälje. Produktion av delar till fordonen finns också i Tucumán (växellådor) i Argentina samt i Södertälje (växellådor, retarder, transmissionsartiklar), Oskarshamn (hytter), Luleå (bakaxelbryggor, tvär- och sidobalkar samt stötfångare) och Södertälje (framaxlar, bakaxlar och stödaxlar). Sammansättningsfabriker för lastbilar finns i Södertälje, Angers i Frankrike, Zwolle i Nederländerna, St Petersburg i Ryssland och São Bernardo do Campo i Brasilien.

### Tidigare produktionsorter
Karosserifabriken i Katrineholm lades ned 2002. Tidigare låg produktionen av axlar i Falun, och växellådorna gjordes i Sibbhult. Beslutet att stänga dessa produktionsorter togs 2005 och sedan mitten på 2008 var båda de nya enheterna operativa i Södertälje. Den sista växellådan från Sibbhult tillverkades i juni 2008 och den sista axeln från Falun monterades i december 2008. I samband med denna omflyttning outsourcades även ett stort antal artiklar, till exempel kardanaxlar, växellådshus etc till externa leverantörer.

### Dotterbolag
Scania har enligt dess Årsredovisning 2007 149 dotterbolag. Bland dessa är många lokala sälj- och finansieringsbolag. Det gamla namnet Vabis är återanvänt som namnet på dess försäkringsbolag

#### Scania Industrial Maintenance AB
Scania Industrial Maintenance AB tidigare DynaMate AB började som en avdelning på Scania, då kallat Scania Partner, för att serva koncernen med fastighetsunderhåll samt stöd till produktionen bland annat i form av logistiklösningar. Företaget hade i sig flera dotterbolag och riktade sin verksamhet även utanför Scaniakoncernen.
Exempel på dotterbolag var Svenska Mektek och IntraLog.
Idag är Scania Industrial Maintenance AB ett renodlat underhållsbolag som endast vänder sig till Scania med fastighet- & produktionsunderhåll samt fastighetsprojekt. För kunder utanför Scania skapades 2010 DynaMate Industrial Service AB, idag DynaMate AB, som vänder sig till externa kunder.

#### Ferruform AB
Helägt dotterbolag till Scania. Ligger i Luleå och tillverkar främst chassiartiklar och axlar till Scania. Scanias verksamhet i Luleå startade med att Scania-Vabis i maj 1965 fick regeringens tillstånd att låta uppföra en Press och Plåtverkstad i Luleåområdet och i juni samma år togs första kontakten med Luleå Stads ledning. Produktionsenheten ombildades år 2000 till Ferruform.

#### Omni
I och med omstruktureringen av Scanias busstillverkning bröts chassi och karossering isär och Omni skapades i slutet på 1990-talet som helägt dotterbolag för att sköta karossering, i och med detta skapades Scania Omni-serien som ersatte de äldre Scania CN113-bussarna som karosserades i Katrineholm. I Sankt Petersburg i Ryssland, Lahtis i Finland och i Słupsk i Polen fanns Omnis karossering. Utvecklingen skedde i Södertälje. Omni lades ner i samband med att karosstillverkningen hos Scania upphörde 2024.

## Produkter
Förutom de fysiska produkterna så har även Scania byggt upp en stor verksamhet för underhåll av produkterna samt finansiella tjänster.

### Lastbilar

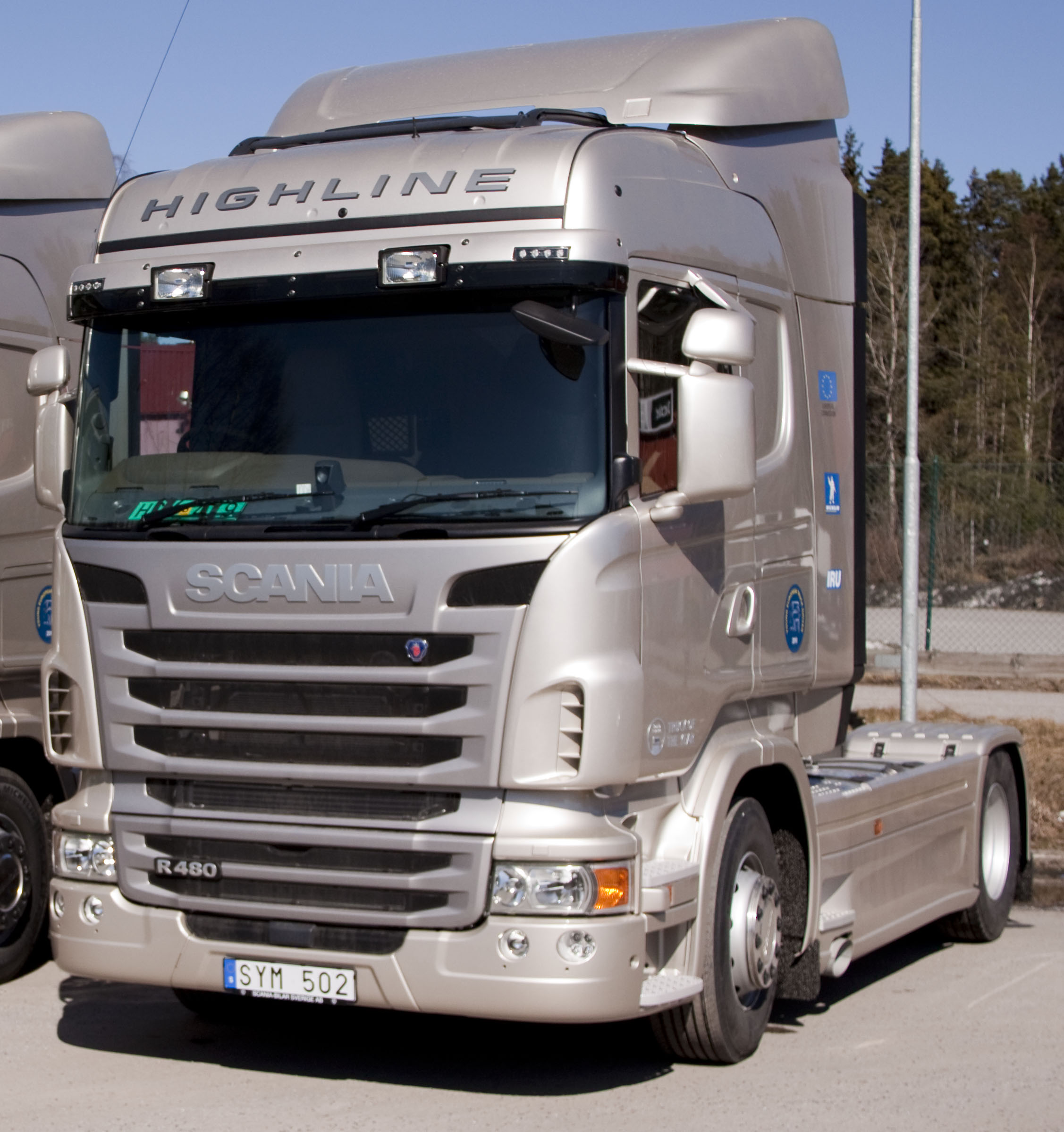
Scania R480 Highline

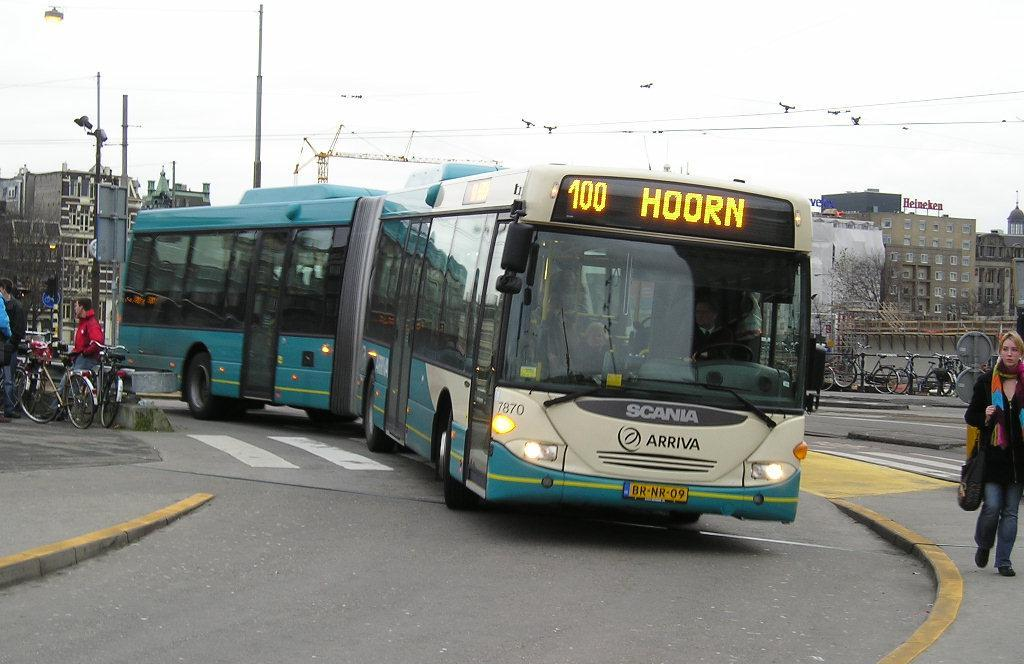
En Scania OmniLink i Amsterdam.

Modellbeteckningen består av hyttbenämningen samt hästkraftsantalet på motorn. Bilens ytterligare specifikationer går inte att utläsa från modellbeteckningen.

#### Hyttmodeller
- L - En lågbyggd hytt för urbana miljöer, tillämpningar som till exempel distribution, anläggning och renhållning.
- P - En låg hytt som primärt används inom distribution och anläggningsbilar.
- G - En rymligare hytt än P för att möjliggöra större motorer samt ett plattare golv i hytten.
- R - Näst största hytten för de längsta sträckorna samt möjligheten att använda Scanias V8-motor.
- S - Största hytten med ett platt golv, främst designad för långa sträckor, samt möjligheten att använda Scanias V8-motor.
- T - Torpedhytt, d.v.s. hytt med motorhuv och platt golv (tillverkades fram till och med serie 4, men togs ur produktion pg.a. låg efterfrågan).

#### Äldre beteckningar
Utgående från beteckningarna på de äldre modellerna kan man också utläsa ytterligare information. I grillen stod det före bl.a. G-, P-, R- och T-beteckningarna en tre- eller tvåsiffrig nummerserie, till exempel 92, 113, 164. I denna nummerserie anger den sista siffran vilken serie den tillhör, "92" är alltså den andra serien, "113" den tredje, "164" den fjärde osv. Vidare anger numren före vilken motor lastbilen har; "92" har nio liters, "113" har elva liters och "164" har sexton liters motor.

#### Historiska modeller
- Vabis 3,0 ton (1907–1910)
- Scania EL (1906–1909)
- Scania HL (1908–1910)

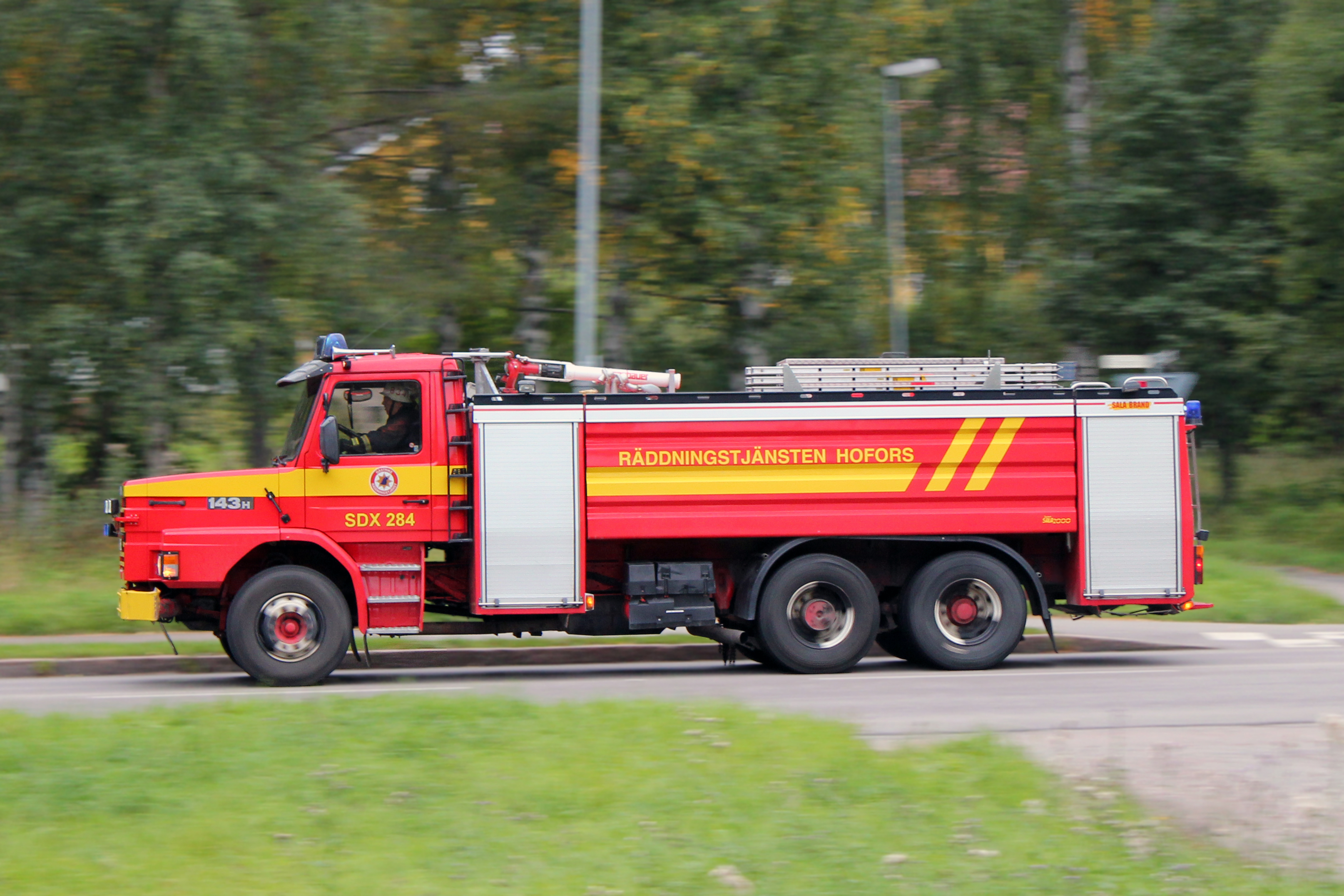
Scania 3-serie: 143H i Hofors.

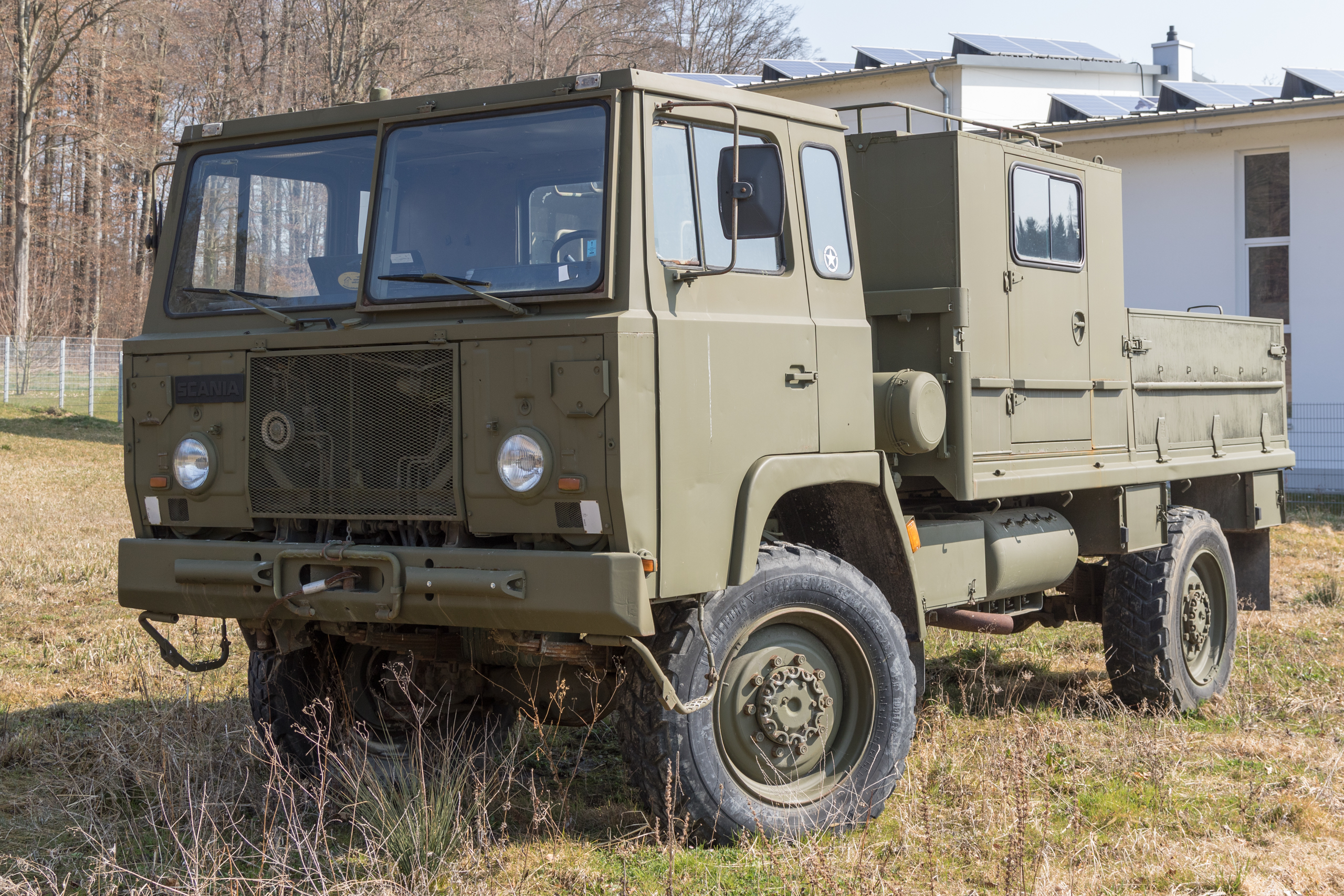
Scania SBA 111 för svenska armén (artilleri)

- Scania-Vabis CLb/CLc (1911–1927) [28], [29], [30], [31],[32]
- Scania-Vabis DLa (1911–1926)
- Scania-Vabis ELa (1912–1926)
- Scania-Vabis FLa (1911–1924) [33]
- Scania-Vabis GLa (1914–1923)
- Scania-Vabis 314/324/325 (1925–1936)
- Scania-Vabis 335/345/355 (1931–1944)
- Scania-Vabis L10/L40/L51 (1944–1959)
- Scania-Vabis L20/L60/L71 (1946–1958)
- Scania-Vabis L75/L76 (1958–1968)
- Scania-Vabis L55/L56/L66 (1959–1968)
- Scania-Vabis L36 (1964–1968)
- Scania 0-serie (1968–1974)
- Scania 1-serie (1974–1981)
- Scania 2-serie (1980–1988)
- Scania 3-serie (1987–1996)
- Scania 4-serie (1996–2004)
- Scania R-serie (2004-2010)
- Scania (NYA)R-serie (sedan 2010)
- Scania R- och S-serie (sedan 2017)
- Scania XT Range (sedan 2017)

### Bussar

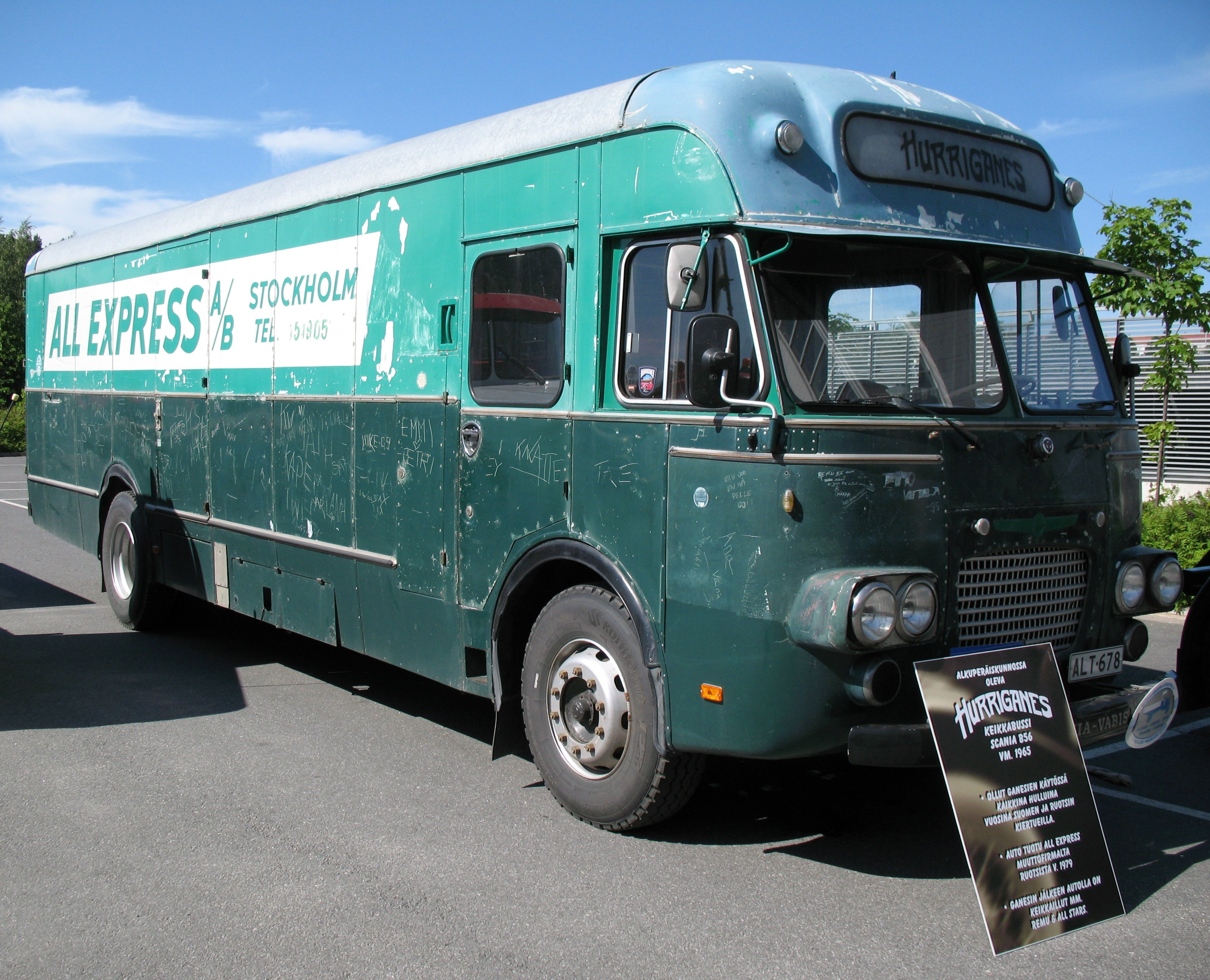
The Hurriganes turnebus, en Scania Vabis B56.

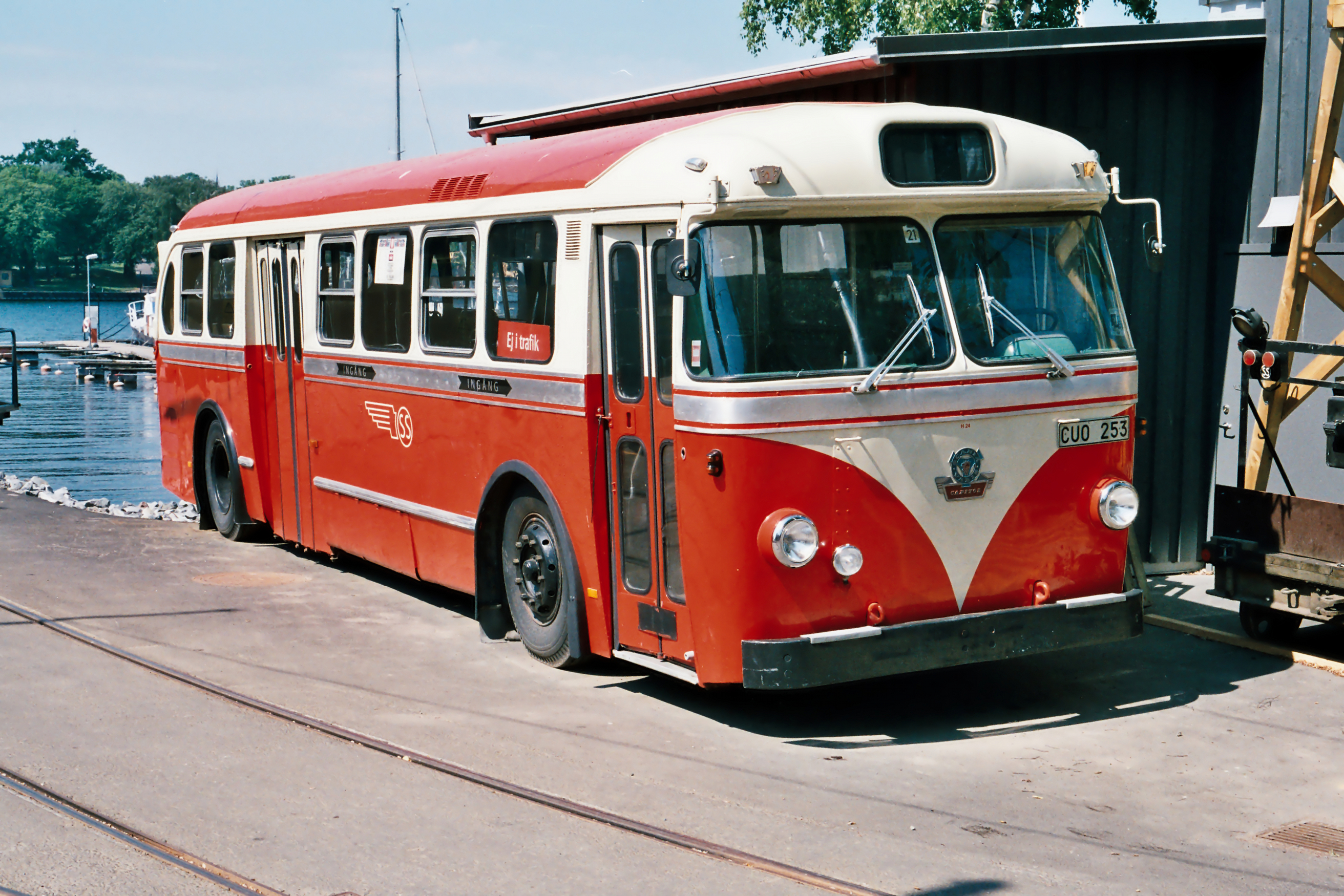
En bevarad Scania-Vabis C70 Capitol för Stockholms Spårvägar från 1962

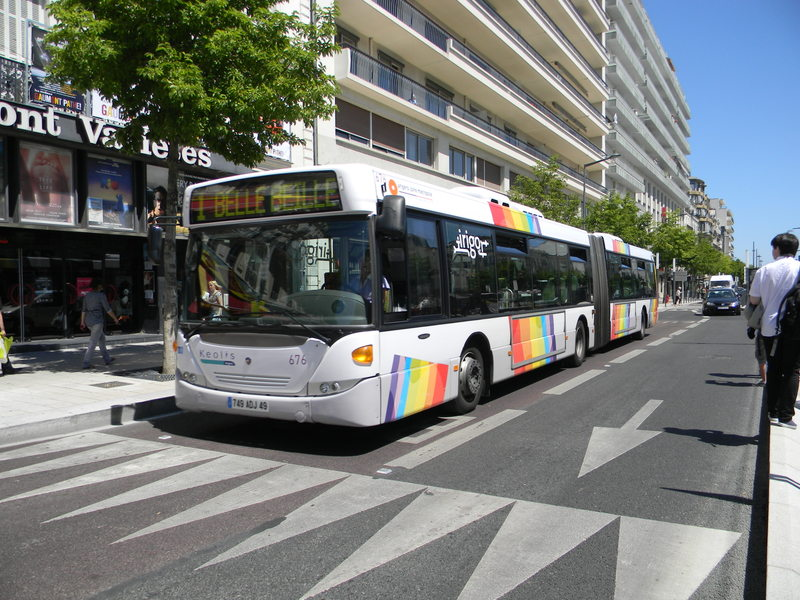
Stadsbuss av typ OmniCity.

Scania har varit en av världens största busstillverkare och har främst producerat chassin och kompletta bussar inom stads- och linjebuss-segmenten, men har även nära samarbete med det spanska bolaget Irizar och kinesiska Higer vilka bygger långfärdsbussar. Förutom Scania själva genom f.d. SKV i Katrineholm och senare Omni har andra bolag har byggt karosser på Scania-chassin, bland andra Van Hool, Vest Buss och Carrus. Carrus köptes upp av Volvo Bussar omkring 2002 och upphörde samma år med att bygga karosser till andra chassin än Volvos sådana. Helmark Carosseri, som gick i konkurs 2010, byggde även långfärdsbussar på Scanias chassin. Tidigare byggdes bussar även av Scanias tidigare dotterföretag Dansk Automobil Byggeri, som såldes 2002.
Scania började bygga bussar 1911 med "Nordmarkbussen", som hade plats för tolv personer. I det nybildade Scania-Vabis byggde Scania i Malmö chassier och Vabis i Södertälje karosser och motorer. En framgångsrik lansering av postbussar under 1920-talet ledde till att Scania startade kontinuerlig bussproduktion. En viktig etapp var inköp av en licens för så kallade "bulldoggbussar", som började säljas 1932. Detta år tillverkade Scania fler bussar än lastbilar. Tillverkningen av busskarosser lades ut på karosstillverkare.
Under andra världskriget minskade busstillverkningen kraftigt, eftersom Scania då framför allt tillverkade lastbilar till den svenska krigsmakten. Efter kriget växte busstillverkningen återigen, men Scanias huvudprodukt blev ändå tunga lastbilar. År 1948 började Scania exportera bussar till Brasilien. År 1953 lanserades matarbussmodellen Metropol som utvecklats tillsammans med Mack Trucks och som var den första svensktillverkade bussen med självbärande kaross. År 1966 lanserades stadsbussen CR76, som 1968 bytte bytte namn till Scania CR110, i samband med att Scania-Vabis blev Saab-Scania. År 1971 lanserades CR111.
År 1968 bildades dotterbolaget Scania Bussar AB. År 1980 lanserades den första gasdrivna Scaniabussen i modern tid. Under 1980-talet utvecklades etanolbussar, där bland annat CN112 användes av SL i Stockholm. Den första etanolbussen från Scania gick i trafik 1985. Under 2000-talet har ökat fokus legat på BRT-system samt alternativa bränslen. Bland senare års bussmodeller hör OmniCity, OmniLink och OmniLine. Scania Citywide-serien presenterades 2011 och sattes i serieproduktion 2012. Citywide har bland annat köpts in av Berlins kollektivtrafikbolag BVG.
Åren 2002–2004 lades verksamheten i Katrineholm stegvis ned och flyttades till Södertälje och Polen. Verksamheten omorganiserades under namnet Omni. Samarbeten inleddes med Lahden Autokori och Higer 2006–2007 för att kunna erbjuda fler typer av helbyggda bussar och inte enbart chassier för externa karossbyggare.
Som ett resultat av sjunkande försäljning under Covid-19-pandemin 2019–2023 meddelade Scania i ett pressmeddelande år 2023 att karosstillverkningen i polska Słupsk skulle läggas ned under första halvan av 2024, vilket drabbade Scania Interlink samt den då relativt nylanserade andra generationens Scania Citywide vars karosser byggdes i Polen. Sedan 2024 tillverkar Scania endast busschassin, även om de har nära samarbeten med många karosstillverkare världen över.

### Motorer

#### Scania Engines
Förutom att tillverka motorer till sina lastbilar och bussar, producerar Scania Engines motorer för andra tillämpningar inom industri- och marinsektorn. I september 2007 byttes namnet från Scania Industri- och Marinmotorer till Scania Engines.
Idag ligger produktionsvolymen på cirka 7 000 motorer per år. Större delen av verksamheten är lokaliserad till Södertälje, där majoriteten av de cirka 90 anställda jobbar. Scania Engines säljer sina produkter med hjälp av ett 40-tal distributörer över hela världen. En del av dessa ägs av Scania medan andra styrs via samarbetsavtal.

#### För lastbilar samt bussar
- 7 liters rak 6
- 9 liters rak 5
- 11 liters rak 6
- 12 liter rak 6
- 14 liters V8 - - En modell som producerades mellan 1969 och 2001 i ungefär 170 000 exemplar och nådde 530 hk som mest i lastbilsutförandet.[39]
- 16 liters V8 (endast lastbil) – Modellen som efterträdde 14-litersvarianten

#### Övriga
Scanias Engines industriella motorprogram omfattar en 5-cylindrig 7-litersmotor en 6-cylindrig 9-litersmotor, en 6-cylindrig 12-litersmotor och en 16-liters V8-motor. Bland annat hjullastare, pistmaskiner, skördetröskor, militärfordon, flygplatser och rockkonserter får energi med hjälp av Scania Engines industri- och strömförsörjningsmotorer.
Scanias marinmotorer används i färjor, räddningsbåtar, lotsbåtar, fiskebåtar och fritidsbåtar. Marinmotorn tillverkas i två varianter, en 6-cylindrig 12-litersmotor och en 16-liters V8-motor.
Utgångspunkten för motortillverkningen är Scanias lastbils- och bussmotorer som modulärt anpassas efter kundernas behov med fokus på pålitlighet, miljö och totalekonomi.

## Produktionsorter
| - Södertälje (huvudkontor) - Luleå - Oskarshamn | - Angers - Słupsk - Zwolle - Meppel | - São Paulo 1957–1962, flyttade till São Bernardo do Campo - São Bernardo do Campo etablerades 1962 - Tucumán etablerades 1976 - San Luis Potosí |

## Reservdelslager

### Europa
- Opglabbeek

## Utbildning

### Mälardalens tekniska gymnasium (Scanias Industrigymnasium)
1941 grundades Scania industriskola som senare blev Scanias Industrigymnasium där industritekniker utbildas. Skolan har fått en del uppmärksamhet eftersom eleverna får en tillsvidareanställning och lön redan under utbildningen. Idag heter skolan Mälardalens tekniska gymnasium.
Under utbildningen jobbar man i verkstad varannan vecka där man bland annat lär sig svarva, fräsa, slipa, programmera och köra cnc-maskiner, -II- robotar, projektarbeten, hydraulik och pneumatik, fyra olika svetsmetoder + tillval och andra saker. Varannan vecka har man teori, med för ett gymnasium vanliga teoriämnen. Utbildningen blev utnämnd till Årets Teknikutbildning Gymnasieskolan i region Mitt 2008

### Samarbete med högskolor och universitet
Scania har många samarbeten med olika universitet, ett exempel är Sverker Sjöströms professur i tillförlitliga konstruktioner som Scania hjälper till att finansiera.
Företaget är en av de främsta medlemmarna, benämnda Capital Partners, i Handelshögskolan i Stockholms partnerprogram för företag som bidrar finansiellt till Handelshögskolan i Stockholm och nära samarbetar med den vad gäller utbildning och forskning.

### Intern utbildning
Företaget har en egen funktion för kompetensutveckling där interna kurser utvecklas och externa kurser köps in. Höga betyg i dessa kurser innebär dock inte att den studenten får slutföra sina studier.